# Ruth Price
Ruth Price (* 27. April 1938) ist eine US-amerikanische Jazzsängerin. 
Ruth Price war ursprünglich Tänzerin; 1952 schloss sie ihre Tanzausbildung ab. 1954 sang sie in Charlie Venturas Orchester; später arbeitete sie als Tänzerin und Sängerin in Philadelphia und New York City; 1955 entstanden Aufnahmen für Roost Records mit der Band des Jazzgitarristen Johnny Smith. 1957 zog sie nach Hollywood; dort entstand unter anderem ihr Album Ruth Price with Shelly Manne at the Manne-Hole, an dem außer Manne dessen damalige Band aus Richie Kamuca, Conte Candoli, Russ Freeman und Chuck Berghofer mitwirkte. 1964/65 ging sie mit der Band von Harry James auf Tournee. Sie arbeitete später als Assistenz-Professorin an der UCLA in der Abteilung für ethnische Musik. Ab den 1990er-Jahren führte sie den Jazzclub Jazz Bakery in Culver City, Kalifornien.

## Diskographische Hinweise
- My Name is Ruth Price: I Sing (Kapp, 1955)
- Ruth Price Sings with the Johnny Smith Quartet (Roost/Fresh Sound, 1956)
- The Party's Over (Kapp, 1957)
- Ruth Price with Shelly Manne at the Manne-Hole (Contemporary/OJC, 1961)
- Live and Beautiful (Ava, 1963)
- Lucky to Be Me (ITI, 1983)

## Filmografie
- 1961: The Roaring 20’s (Fernsehserie, eine Folge)
- 1969: Der Swimmingpool (La Piscine)
- 1972: Dig (Kurzfilm)
- 1973: Adam-12 (Fernsehserie, eine Folge)
- 1974: Banacek (Fernsehserie, eine Folge)
- 1976: Dr. med. Marcus Welby (Marcus Welby, M.D., Fernsehserie, eine Folge)